# Dana Loesch

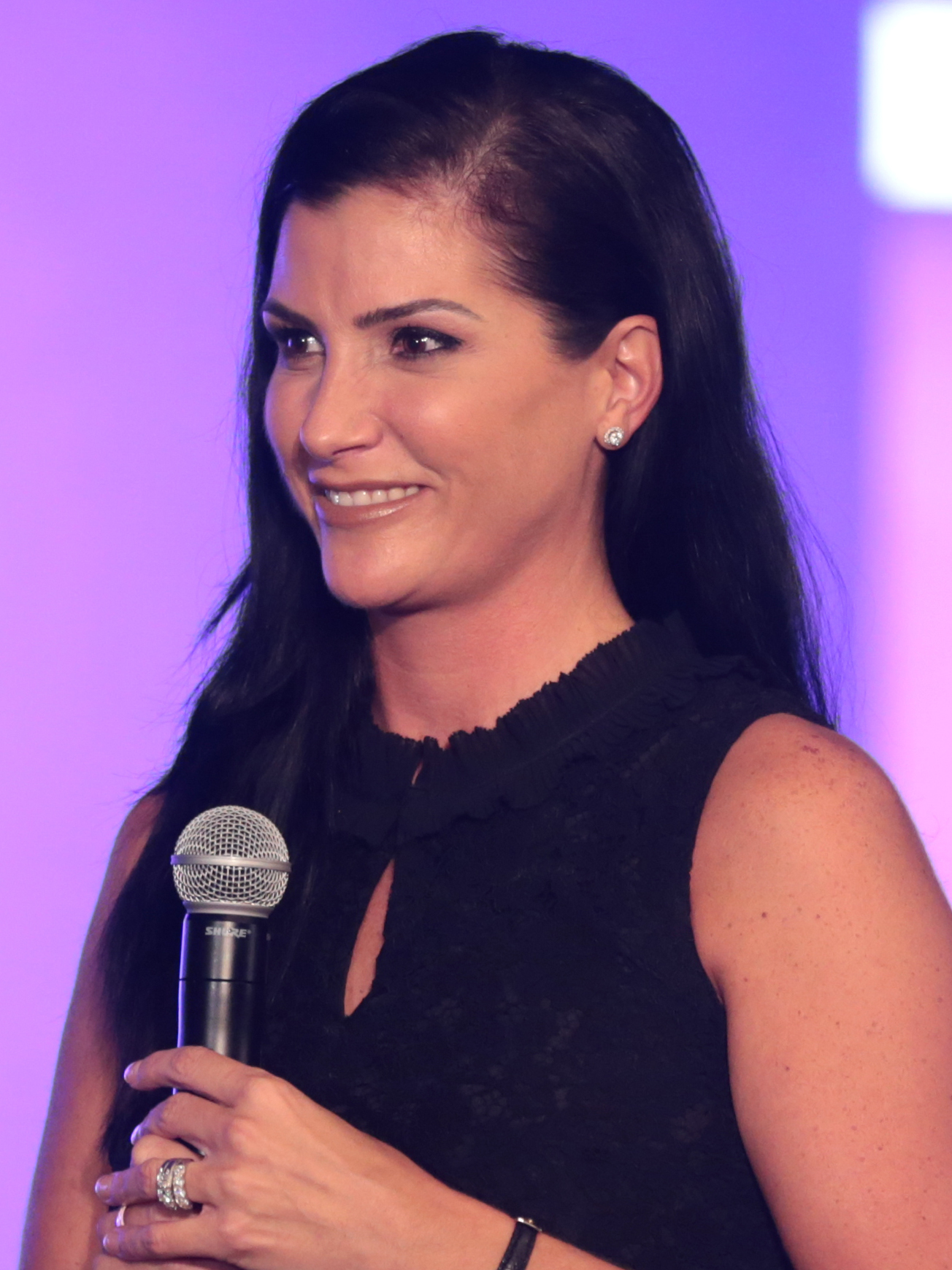
Dana Loesch, 2018

Dana Loesch [læʃ] (* 28. September 1978, als Dana Eaton) ist eine konservative US-amerikanische Talkradio-Moderatorin und Waffenlobby-Aktivistin. Sie gründete die Tea-Party in St. Louis mit. Ihre tägliche Radioshow The Dana Show: The Conservative Alternative from Dallas, Texas wird US-weit von Radio America syndicated. Sie ist seit 2017 eine Pressesprecherin der National Rifle Association.

## Herkunft und Ausbildung
Loesch stammt aus Missouri. Ihre Vorfahren waren Cherokee und Iren. Ihre Familie gehört den Southern Baptists an und war demokratisch geprägt. Sie selbst war im Wahlkampf 1996 für die Kampagne von Bill Clinton aktiv. Die Lewinsky-Affäre und die Ereignisse des 11. September haben sie später allerdings von der Partei entfremdet.
Loesch ging auf die Fox High School in Arnold und studierte dann auf dem St. Louis Community College in Meramec, bevor sie an die Webster University ging und ein Stipendium für Journalistik erhielt. Als sie mit 21 Jahren schwanger wurde, verließ sie die Universität und heiratete ihren jetzigen Mann.

## Karriere
Loesch arbeitete für das Breitbart News Network, verließ es aber 2012, als Stephen Bannon dessen Leitung übernahm. Ab Februar 2011 arbeitete sie auch als Kommentatorin für CNN.
Ihre Radioshow produziert sie von 2009 bis 2016 bei KFTK-FM in St. Louis. Sie ist eine der führenden Talkmaster des Syndicat-Dienstes Radio America.
Loesch ist Mitglied der National Rifle Association und seit Februar 2017 als Assistentin von Wayne LaPierre deren Sprecherin. Sean Hannity lobte ihr Buch Hands Off My Gun und empfahl es zu kaufen, bevor jemand „versucht es zu verbieten“.
Der Vertrag für die TV-Show Dana auf The Blaze Television Network von Glenn Beck lief Ende 2017 aus.

## Politische Ansichten und Kontroversen
Loesch war 2009 eine der Mitbegründer der Tea-Party-Bewegung in St. Louis. Im Dezember 2011 verließ sie die Organisation wieder.
Im Januar 2012 geriet sie in die Kritik, weil sie in ihrer Radiosendung US-Marines verteidigte, die in Afghanistan auf Leichen uriniert hatten. Sie sagte außerdem, dass sie in der Situation das Gleiche getan hätte.
Bei den Vorwahlen zur Präsidentschaftswahl 2016 unterstützte sie Ted Cruz, weil er ihrer Ansicht nach der konservativste der zur Auswahl stehenden Kandidaten gewesen sei. Sie stellte außerdem in Frage, ob Donald Trump ein wirklicher Konservativer sei. Seit der Wahl Trumps ist sie nach Ansicht der amerikanischen Zeitschrift The Atlantic allerdings eine der leidenschaftlichsten Befürworter von Trump.
2016 erregte Loesch erneut Aufmerksamkeit, als sie die amerikanischen „Mainstreammedien“ als Ratten und Bastarde bezeichnete. Sie fügte hinzu, das sie ehrlicherweise erfreut sei, sie bordsteingekickt zu sehen. Das Video mit ihren Aussagen wurde nach der Massenschießerei in der Redaktion der Capital Gazette wiederentdeckt, worauf Loesch sich von ihren vorherigen Kommentaren distanzieren musste.
Loesch hat sich mehrmals nach Massenschießereien gegen restriktivere Waffengesetze ausgesprochen. Während ihrer Tätigkeit bei der NRA hat sie Videobotschaften veröffentlicht, die von Gegnern und Kritikern der Waffenlobby als Aufruf zur Gewalt gegen Journalisten und Liberale gedeutet wurden.
Im September 2018 rechtfertigte sie die Tötung von Philando Castile. Der Afro-Amerikaner war im Juli 2016 von einem Polizisten in Falcon Heights erschossen worden.
In der Affäre um die Ernennung Brett Kavanaughs zum Richter am Obersten Gerichtshof verteidigte sie Kavanaugh, der von Christine Blasey Ford des sexuellen Missbrauchs beschuldigt wurde.

## Privatleben
Loesch ist seit 2000 mit dem Musikproduzenten Chris Loesch verheiratet. Die konservativen Ansichten ihres Ehemanns haben Loeschs eigene politische Ansichten entscheidend geprägt. Das Paar hat zwei Söhne, die im Homeschooling unterrichtet wurden. Loesch lebt mit ihrer Familie in Dallas.

## Publikationen
- Hands Off My Gun, 2014, ISBN 978-1-4555-8434-5